# Candy Shop
"Candy Shop" is de tweede single van The Massacre, het tweede studioalbum van Amerikaanse rapper 50 Cent. De track was een hit in veel landen, en haalde onder andere de 1e positie in de Billboard Hot 100 en de United World Chart.

## Achtergrond
In een interview met XXL Magazine beweerde Fat Joe dat hij had geholpen met de productie van de beat van "Candy Shop", samen met producer Scott Storch. Storch zou Fat Joe herhaaldelijk hebben aangeraden de beat te gebruiken, maar de rapper wees hem naar eigen zeggen af. Fat Joe vond het niet erg als Storch de beat aan 50 gaf.
"I'm pretty sure the world don't know we actually produced Candy Shop together. I produced it with him (Storch)... Scott called me like 50 times, 100 times: 'Yo, you sure you don't want to use it? 50 Cent called me. 50 Cent want it.' I never had a problem with this dude. I was like, 'Go ahead.'", aldus Fat Joe.
Candy Shop bevat een lichte sample van "Love Break" van The Soul Orchesta. Topproducer Scott Storch heeft invloeden uit het Midden-Oosten gebruikt. Ook het contrast tussen de lage stem van 50 Cent met daarachteraan de hogere stem van Olivia wordt als een sterk punt gezien.
De laatste zin van het eerste couplet van "Candy Shop" luidt "I melt in ya mouth girl, not in ya hand". Dit is een speling op de bekende M&M slogan "The milk chocolate that melts in your mouth, not in your hand".

## Video
De video van "Candy Shop" werd op 11 en 12 januari van 2005 opgenomen in Hollywood, California. Jessy Terrero regisseerde de clip. De video wordt niet gezien als pornografisch, hooguit verleidend, en mocht daarom in de meeste landen overdag gewoon uitgezonden worden. In de video zie je hoe 50 Cent aankomt bij een groot landhuis, en eenmaal binnen wordt verwelkomd door Olivia met "Welcome to the candy shop". 50 Cent betreedt hierna verschillende kamers, waarin hij steeds andere aantrekkelijke vrouwen tegenkomt, allemaal gehuld in een ander thema. Aan het eind van de video zie je hoe 50 Cent wakker wordt uit wat een droom blijkt te zijn, en Olivia die als personeelslid van de eigenlijke 'Candy Shop' (snoepwinkel) begint te zeuren over het feit dat 50 in slaap was gevallen. Olivia treedt op als de hoofddanseres, en verschillende modellen verschijnen in de video, waaronder 'Chessika Cartwright', 'Lyric' en 'Erica Mena', die de 3 belangrijkste rollen in de 'Candy Shop' spelen. G-Unit leden Lloyd Banks, Young Buck en Lil' Scrappy (voor de helft bij G-Unit Records) verschijnen aan het eind van de video.
De video was tijdens de MTV Video Music Awards van 2005 genomineerd voor Best Male Video, maar verloor van "Jesus Walks" van Kanye West. Ook bereikte het de 1e positie in de MuchMusic Video Charts.

## Credits[3]
- Geschreven door: C. Jackson, S. Storch
- Geproduceerd door: Scott Storch voor Tuff Jew Productions
- Gemixt door: Dr. Dre & Mauricio "Veto" Iragorri
- Geassisteerd door: Rouble Kapour
- Opgenomen door: Kameron Houff

## Charts
| Chart                               | Hoogste positie |
| ----------------------------------- | --------------- |
| Australische ARIA Single Top 50     | 3               |
| Belgische Ultratop 50               | 1               |
| Canadese Single Top 50              | 7               |
| Duitse Single Top 100               | 1               |
| Engelse Single Top 75               | 4               |
| Finse Single Top 20                 | 11              |
| Franse Single Top 100               | 8               |
| Ierse Single Top 50                 | 2               |
| Nederlandse Top 40                  | 4               |
| Nieuw-Zeeland Single Top 40         | 2               |
| Noorse Single Top 20                | 2               |
| Oostenrijkse Single Top 75          | 1               |
| United World Chart                  | 1               |
| VS Billboard Hot 100                | 1               |
| VS Hot R&B/Hip-Hop Singles & Tracks | 1               |
| VS Hot Rap Tracks                   | 1               |
| Zweedse Single Top 60               | 18              |
| Zwitserse Single Top 100            | 1               |

| "Candy Shop" in de Billboard Hot 100 | "Candy Shop" in de Billboard Hot 100 | "Candy Shop" in de Billboard Hot 100 | "Candy Shop" in de Billboard Hot 100 | "Candy Shop" in de Billboard Hot 100 | "Candy Shop" in de Billboard Hot 100 | "Candy Shop" in de Billboard Hot 100 | "Candy Shop" in de Billboard Hot 100 | "Candy Shop" in de Billboard Hot 100 | "Candy Shop" in de Billboard Hot 100 | "Candy Shop" in de Billboard Hot 100 | "Candy Shop" in de Billboard Hot 100 | "Candy Shop" in de Billboard Hot 100 | "Candy Shop" in de Billboard Hot 100 | "Candy Shop" in de Billboard Hot 100 | "Candy Shop" in de Billboard Hot 100 | "Candy Shop" in de Billboard Hot 100 | "Candy Shop" in de Billboard Hot 100 | "Candy Shop" in de Billboard Hot 100 | "Candy Shop" in de Billboard Hot 100 | "Candy Shop" in de Billboard Hot 100 | "Candy Shop" in de Billboard Hot 100 | "Candy Shop" in de Billboard Hot 100 | "Candy Shop" in de Billboard Hot 100 | "Candy Shop" in de Billboard Hot 100 |
| Week                                 | 1                                    | 2                                    | 3                                    | 4                                    | 5                                    | 6                                    | 7                                    | 8                                    | 9                                    | 10                                   | 11                                   | 12                                   | 13                                   | 14                                   | 15                                   | 16                                   | 17                                   | 18                                   | 19                                   | 20                                   | 21                                   | 22                                   | 23                                   | 24                                   |
| ------------------------------------ | ------------------------------------ | ------------------------------------ | ------------------------------------ | ------------------------------------ | ------------------------------------ | ------------------------------------ | ------------------------------------ | ------------------------------------ | ------------------------------------ | ------------------------------------ | ------------------------------------ | ------------------------------------ | ------------------------------------ | ------------------------------------ | ------------------------------------ | ------------------------------------ | ------------------------------------ | ------------------------------------ | ------------------------------------ | ------------------------------------ | ------------------------------------ | ------------------------------------ | ------------------------------------ | ------------------------------------ |
| Nummer                               | 53                                   | 30                                   | 8                                    | 2                                    | 1                                    | 1                                    | 1                                    | 1                                    | 1                                    | 1                                    | 1                                    | 1                                    | 1                                    | 3                                    | 6                                    | 10                                   | 13                                   | 16                                   | 18                                   | 28                                   | 34                                   | 41                                   | 49                                   | uit                                  |

| "Candy Shop" in de Nederlandse Top 40 | "Candy Shop" in de Nederlandse Top 40 | "Candy Shop" in de Nederlandse Top 40 | "Candy Shop" in de Nederlandse Top 40 | "Candy Shop" in de Nederlandse Top 40 | "Candy Shop" in de Nederlandse Top 40 | "Candy Shop" in de Nederlandse Top 40 | "Candy Shop" in de Nederlandse Top 40 | "Candy Shop" in de Nederlandse Top 40 | "Candy Shop" in de Nederlandse Top 40 | "Candy Shop" in de Nederlandse Top 40 | "Candy Shop" in de Nederlandse Top 40 |
| Week                                  | 1                                     | 2                                     | 3                                     | 4                                     | 5                                     | 6                                     | 7                                     | 8                                     | 9                                     | 10                                    | 11                                    |
| ------------------------------------- | ------------------------------------- | ------------------------------------- | ------------------------------------- | ------------------------------------- | ------------------------------------- | ------------------------------------- | ------------------------------------- | ------------------------------------- | ------------------------------------- | ------------------------------------- | ------------------------------------- |
| Nummer                                | 10                                    | 8                                     | 4                                     | 4                                     | 8                                     | 10                                    | 13                                    | 20                                    | 29                                    | 33                                    | uit                                   |